# 安娜·加瓦尔达
安娜·加瓦尔达（又译戈華達，1970年12月9日—），出生於法国上塞纳省的布洛涅-比扬古镇。她是一位法语教师和获奖小说家。当她出生的时候，他父亲在做向银行销售電腦系统的工作，她母亲做丝巾绘画。1990年，她在巴黎著名的、历史悠久的Molière学校（含中学部和学院部）读大学预科一年级。
安娜·加瓦尔达被法文杂志《Voici》称为“多罗西·帕克(Dorothy Parker)的传人”。2000年，她因短篇小说集《我希望有人在什么地方等我》(Je voudrais que quelqu'un m'attende quelque part，中译本由翻译家金龙格翻译)而获得奖RTL读书大奖(Grand Prix RTL-Lire)。这一短篇小说集既得到了文艺界的好评，也获得了商业上的巨大成功。它被翻译成多种文字在二十七个国家销售。仅在法国就销售了280万册。
安娜·加瓦尔达的第一部长篇小说《我曾经爱过》(Je l'aimais)是从她自己婚姻的失败中获得灵感而写成的。该小说2002年2月在法国出版也获得了巨大的成功并成为畅销书。随后，她又推出了可以称作该书的姐妹篇的一部篇幅不太长（96页）的长篇小说《35公斤的希望》(35 kilos d'espoir)。她说她写这部小说是“献给我的那些学生们。尽管在学习上他们看上去有点笨，但是，其他方面他们是都很出色的人。”
2007年她的第三部长篇小说《在一起就好》(Ensemble, c'est tout)在法国销售了300万本。同时，该小说在2007年由已故的、有法国电影教父之称的克劳德·贝里(Claude Berri)搬上了荧幕。男女主角分别由纪尧姆·卡内(Guillaume Canet)和奧黛莉·朵杜(Audrey Tautou)担任。
2009年，她的第一部长篇小说《我曾经爱过》也被改编成电影，由法国女演员兼导演扎布·布雷特曼(Zabou Breitman)搬上银幕。男女主角分别由丹尼尔·奥特尤尔(Daniel Auteuil)和在蒙特利尔南岸长大的加拿大女演员玛丽-乔西·克罗兹(Marie-Josée Croze)分别担任。
安娜·加瓦尔达现已离婚，是两个孩子的母亲。住在位于巴黎西南方向50公里的塞纳-马恩省的默伦市。除了写小说外，她也是《她》(Elle)杂志的撰稿人。

## 作品
- 《我希望有人在什么地方等我》(Je voudrais que quelqu'un m'attende quelque part)，1999
- 《35公斤的希望》(35 kilos d'espoir)，2002
- 《我曾經愛過》(Je l'aimais)，2002
- 《在一起就好》(Ensemble, c'est tout)，2005
- 《幸福,需要等待》(La Consolante)，2008
- 《美麗的脫逃》(L'Échappée belle)， 2009

## 電影改編
- 《巴黎夜未眠》(Ensemble, c'est tout)，2007
- 《我曾經愛過》(Je l'aimais)，2009